# Panemeria arbutoides
Panemeria arbutoides är en fjärilsart som beskrevs av Bellier de la Chavignerie 1860. Panemeria arbutoides ingår i släktet Panemeria och familjen nattflyn. Inga underarter finns listade i Catalogue of Life.